# Pareques fuscovittatus
Pareques fuscovittatus es una especie de pez de la familia Sciaenidae en el orden de los Perciformes.

## Morfología
• Los machos pueden llegar alcanzar los 20 cm de longitud total.

## Hábitat
Es un pez de clima tropical(6°N-5°N) y bentopelágico.

## Distribución geográfica
Se encuentra en el Océano Pacífico oriental central: México.